# Congrès universel d'espéranto de 1950
Pour un article plus général, voir Congrès universel d'espéranto.
 (décembre 2024).
Le congrès universel d’espéranto de 1950 est le 35e congrès universel d’espéranto, organisé en août 1950, à Paris en France.